# Asiye Dinçsoy

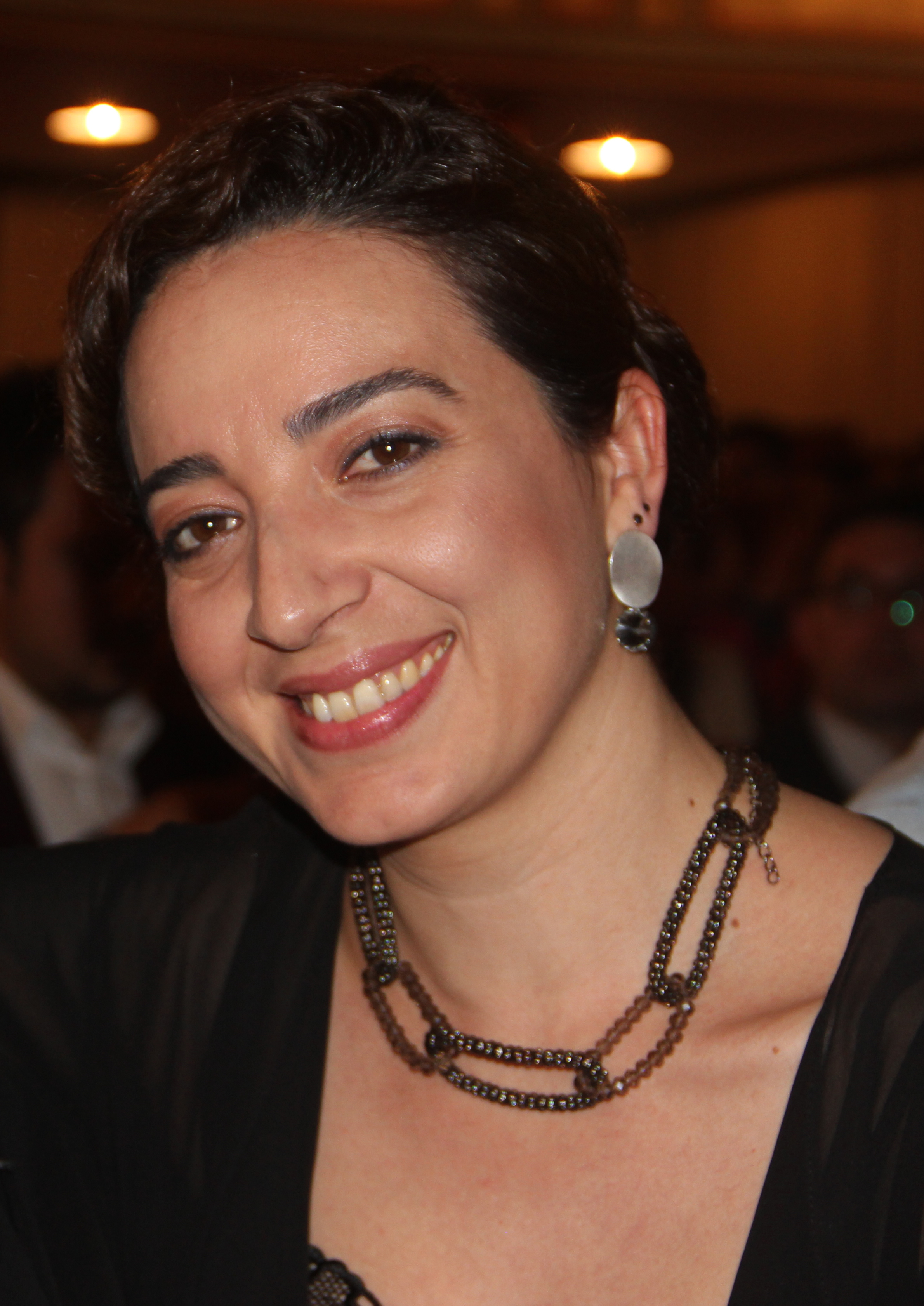
Asiye Dinçsoy

Asiye Dinçsoy (* 22. März 1979 in Aydın) ist eine türkische Schauspielerin.

## Leben und Karriere
Dinçsoy wurde am 22. März 1979 in Aydın geboren. Sie studierte an der Yeditepe Üniversitesi. Ihr Debüt gab sie 2008 in dem Film Recep İvedik. Danach spielte sie 2016 in dem Film Toz Bezi mit. Sie gewann die Auszeichnungen 21. Nürnberg Ger-TR Film Festivali und 27. Ankara Festivali als Beste Schauspielerin. Unter anderem wurde sie für den Film Press gecastet. Außerdem gewann sie die Auszeichnung Adana Altın Koza Film Festivali als Vielversprechende junge Schauspielerin. Von 2021 bis 2022 war sie in der Fernsehserie Zümrüdüanka zu sehen. Anschließend bekam sie 2022 eine Rolle in der Serie O Kız.

## Filmografie
Filme
- 2008: Recep İvedik
- 2008: Fırtına
- 2009: Hayatın Tuzu
- 2009: Recep İvedik 2
- 2011: Press
- 2016: Toz Bezi
- 2018: Eski Köye Yeni Adet
- 2022: Gönül

Serien
- 2014–2015: Şimdi Onlar Düşünsün
- 2017: 7 Yüz
- 2020–2021: Zümrüdüanka
- 2021: Kırmızı Oda
- 2021–2022: Güldür Güldür Show
- 2022–2023: O Kız
- 2023 Kızıl Goncalar